# Kuni Tremel-Eggert

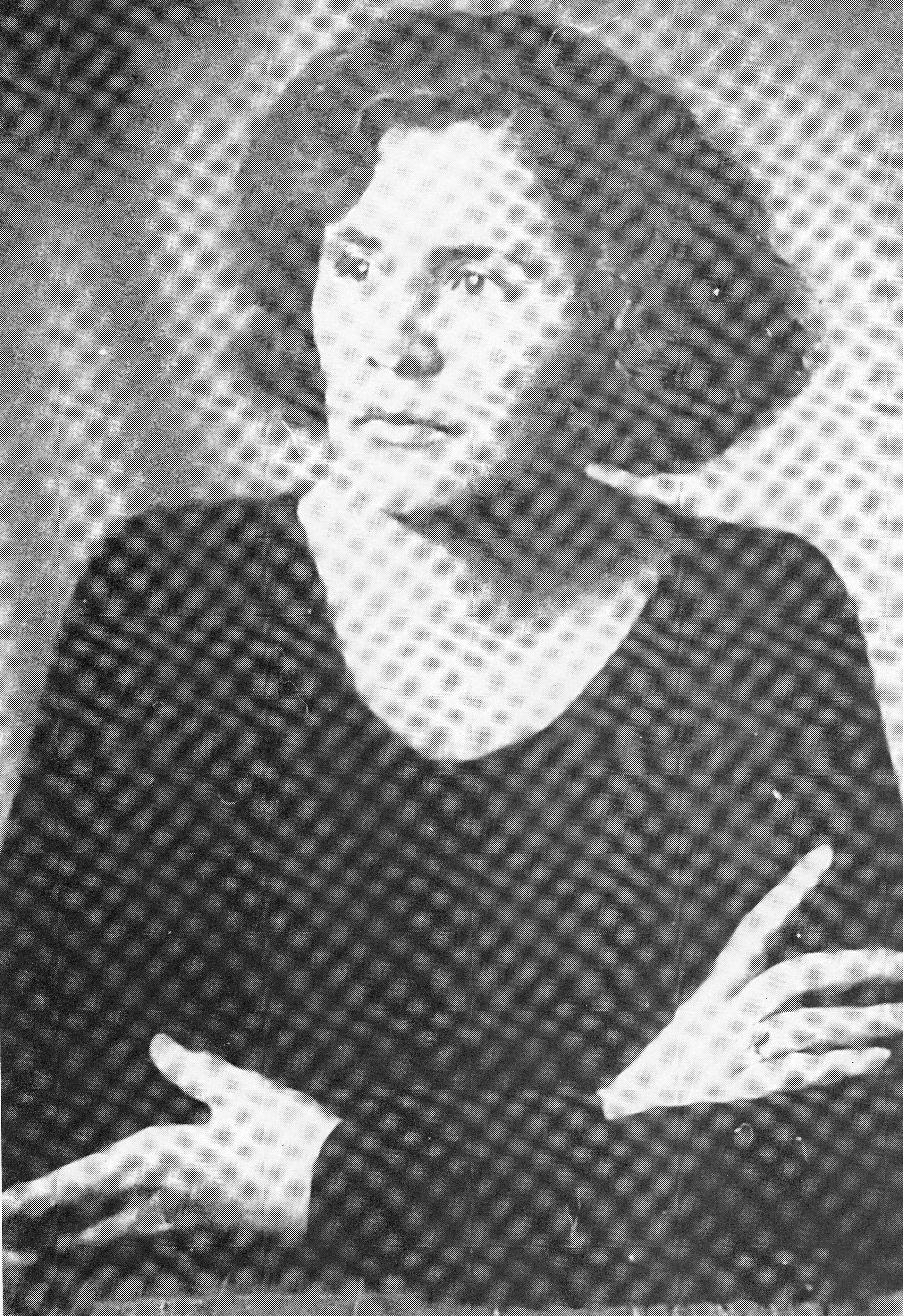
Kuni Tremel-Eggert um 1920

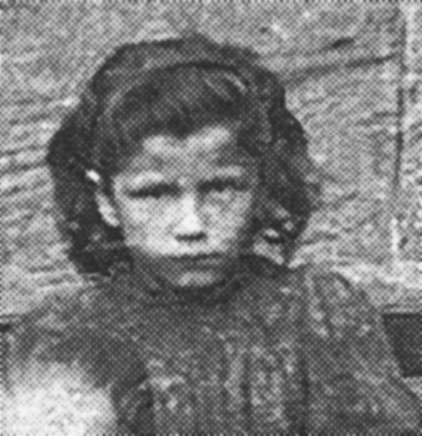
Kuni Tremel-Eggert als Schülerin im Jahr 1896

Kuni Tremel-Eggert (geboren als Kunigunde Tremel; * 24. Januar 1889 in Burgkunstadt; † 14. April 1957 in München) war eine deutsche Schriftstellerin.

## Biographie
Kunigunde Tremel wurde als fünftes Kind des mittelständischen Schuhmachermeisters Georg Tremel in Burgkunstadt, einem frühen Zentrum der Schuhindustrie am Obermain, geboren. Sie hatte drei Brüder (Hans, Josef und Paul) und eine Schwester (Barbara). Nachdem 1900 ihre Mutter gestorben war und drei Jahre später ihre ältere Schwester geheiratet hatte, musste Kunigunde mit 14 Jahren den Haushalt allein führen. Dadurch konnte sie nur die Sonn- und Feiertagsschule besuchen.
Im Januar 1914 starb ihr Vater an einem Herzschlag. Ihre Schulkameraden zogen in den Krieg. Aus diesen Erfahrungen veröffentlichte sie ihre ersten Erzählungen von den Münchner Propyläen.
Nachdem sie als Schauspielerin nicht erfolgreich gewesen war, zog sie 1917 mit ihrem späteren Mann Josef A. Eggert, den sie im Feldlazarett kennengelernt hatte, nach München, wo dieser als Großkaufmann tätig war.
Vom 4. März 1920 bis 1928 arbeitete sie für den Münchner Verlag Albert Langen. Sie veröffentlichte zahlreiche Romane und Erzählungen. Der erhoffte Erfolg blieb jedoch aus.
Der Publizist und bekennende Nationalsozialist Dietrich Eckart sagte 1921 zu ihr: „Schreiben Sie nie anders. Bleiben Sie sich treu. Ihre Zeit kommt, und wenns noch 10 Jahre dauert.“ Damit sollte er recht behalten, denn nach der nationalsozialistischen Machtergreifung 1933 gewannen die Werke der Schriftstellerin an Popularität. So sagte sie selbst rückblickend: „Man hatte vor 1933 für mich und meine Art weder Verständnis, noch Platz.“
Am 18. Januar 1944 fiel ihr Sohn Günter an der Ostfront, nach dem Ende des Zweiten Weltkriegs wurde ihr Haus in der Münchner Villenkolonie Menterschwaige beschlagnahmt und Tremel-Eggert wegen antisemitischer Hetze angeklagt und zu Schreibverbot verurteilt. Sie legte Revision ein, wurde jedoch schwer krank.
Tremel-Eggert starb am 14. April 1957 in München. Auf eigenen Wunsch wurde sie in ihrem Geburtsort Burgkunstadt beigesetzt.

## Wirken im Nationalsozialismus
Als Tremel-Eggert eine für den Sommer 1933 geplante Lesung im Kutscher-Kreis nur unter Ausschluss der jüdischen Schüler abhalten wollte, wurde ihr vom Veranstalter Artur Kutscher kurzfristig abgesagt, der dieser Forderung nicht nachkommen wollte.

Ihr größter literarischer Erfolg war 1933 der Roman Barb. Roman einer deutschen Frau, der beim nationalsozialistischen Eher-Verlag erschien und über eine Million Mal verkauft wurde. Der von 1912 bis 1933 spielende Roman schildert das Leben Barb Vonbergs:
„Der Leser begleitet sie auf ihrem Weg durch die Jugend in dem kleinen, fränkischen Ort Schlettstedt über ihre Heirat und den Umzug nach München bis hin zur eigenen Familiengründung. Zeitgeschichtliche Ereignisse und Phasen wie der erste Weltkrieg, die Nachkriegsjahre und die Inflation sowie schließlich das anbrechende ,Dritte Reich’ werden in die Handlung integriert und spielen dabei eine bedeutende Rolle.“
Im Gegensatz zu ihren ersten völkisch-heimatlichen Romanen ist im Barb (und den folgenden Texten) eindeutig eine politisch-ideologische Ausrichtung zu erkennen, die das Werk als NS-Propagandaliteratur entlarvt. Ganz im Sinne der NS-Ideologie sieht die Protagonistin ihre Bestimmung in der Rolle der Ehefrau, Hausfrau und Mutter. Vor allem das letzte Kapitel, so Weber (2015), strotze nur so vor „Propagandakitsch: In gemütlicher-heimeliger Atmosphäre näht Barb im Kreise ihrer Familie eine Hakenkreuzfahne.“
Es erschienen weitere Prosa-Werke im Parteiverlag, die aber nicht an den Erfolg des Barb-Romans herankamen.
In einem Schreiben (1936) an Julius Streicher, den Gauleiter von Franken und Herausgeber der antisemitischen Wochenzeitung Der Stürmer, spricht Tremel-Eggert von einer Neuauflage der Barb und weist zudem darauf hin, dass sie trotz ihres literarischen Erfolgs und ihrer Beziehungen zur Regierung noch zu keinem offiziellen Vortragsabend in Nürnberg eingeladen worden sei. Tremel-Eggerts ideologische Nähe zum Regime äußerte sich zudem darin, dass sie am 29. Juli 1937 die Aufnahme in die NSDAP beantragte. Außerdem war sie eigenen Angaben nach Mitglied der Reichsschrifttumskammer (RSK), seit 1934/35 der NS-Frauenschaft (NSF), seit 1938 der NS-Volkswohlfahrt (NSV), seit 1939 des Reichsluftschutzbundes (RLB) und der Deutschen Arbeitsfront (DAF).

Im Jahr 1938 veröffentlichte sie im Eher-Verlag den Roman Freund Sansibar. Roman aus unseren Tagen, der als Paradebeispiel der Blut-und-Boden-Literatur noch mehr als der Barb-Roman nationalsozialistisches Gedankengut beinhaltet. Weber (2015) fasst die Handlung folgendermaßen zusammen: 
„Der junge Pankratz Ott kehrt nach Ende des Weltkrieges in seine Heimat im Frankenjura zurück, wo er […] zunächst ein mehr oder weniger trauriges Dasein [fristet]. Doch eines Tages bekommt er Besuch von seinem alten Jugendfreund Titus Pfautsch, genannt Sansibar. Dieser hat sich den Nationalsozialisten angeschlossen und versucht überall im Land Menschen dafür zu gewinnen. Schließlich gelingt es ihm, immer mehr Dorfbewohner von der Sache des ,Führers’ zu überzeugen – darunter auch Pankratz.“
Wie im Barb stellt auch hier das „Dritte Reich“ für den Protagonisten den glückverheißenden Endpunkt eines mühsamen Weges dar. Als Gegenfigur dient der mit antisemitischen Stereotypen (Geld-, sexuelle Gier) ausgestattete Ignaz, der zunehmend judenfeindlichen Äußerungen und Handlungen ausgesetzt ist. Ihren Höhepunkt erreicht die Hetze gegen ihn in einer Rede Sansibars, in der er die Juden als „Eiterbeule im Volkskörper“ bezeichnet, „aus der quillt alles Unglück, alles Elend, aller Jammer, Not, Tod und Krieg. […] Den Leuten stehen vor Entsetzen die Haare zu Berge – aber er hat recht. Tausendmal hat er recht.“
Die Veröffentlichung des zwischen 1939 und 1942 verfassten Romans Meister Eibenschütz lehnte der nationalsozialistische Eher-Verlag ab. Als Gründe führte er die im Roman erkennbare katholische Motivik sowie das sympathisierende Verhalten der Protagonistin gegenüber Juden an. Da das Werk bis jetzt nicht untersucht werden konnte, so Weber (2015), lasse sich über die im Meister Eibenschütz vertretene Position bezüglich der Rassenfrage kein Urteil fällen. Sicher ist, dass die Ablehnung des Manuskripts für die als Bestseller-Autorin gefeierte Kuni Tremel-Eggert schwerwiegende Folgen hatte, was ihre schriftstellerische Karriere anbelangte.

## Entnazifizierung
Im Zuge des Befreiungsgesetzes vom 5. März 1946 räumte Tremel-Eggert im Meldebogen sowie im Fragebogen und einem späteren Schreiben an die Militärregierung nach und nach ihre Mitgliedschaft in der NSDAP, der Reichsschrifttumskammer, der NSF, des RLB, der NSV und der DAF ein. Sie selbst teilte sich der Gruppe V der Entlasteten zu und bestritt schon im ersten Polizeiverhör jegliche politische Aktivität: „Ich trat stets als deutsche Heimatdichterin auf und las meine fränkischen Geschichten. Mit irgendwelchen politischen Angelegenheiten hatte dieses nichts zu tun.“ Nachdem sie aufgrund der Vorlage zahlreicher Persilscheine und durch den Einsatz ihres Anwalts Max Weiler 1948 von der Spruchkammer in die Gruppe IV der Mitläufer eingeordnet worden war, legte der Hauptkläger Berufung ein, weil der antisemitische Roman Freund Sansibar bei der Beurteilung nicht berücksichtigt worden war. Er forderte die Einstufung der Schriftstellerin in die Gruppe II der Belasteten. Rückten ihre Chancen auf Rehabilitierung daraufhin erst einmal in weite Ferne, gelang es dennoch ihrem neuen Rechtsanwalt Oskar Möhring, dass die Berufungskammer Tremel-Eggert in der Verhandlung am 17. Mai 1950 von der Gruppe II der Belasteten in die Gruppe IV der Mitläufer zurückstufte und zur Zahlung eines Sühnebetrags von 1.500 DM verpflichtete.  Bei der Begründung ihrer Entscheidung habe sich die Berufungskammer jedoch in Widersprüche verstrickt, so Weber (2015). Den Sühnebetrag reduzierte die Kammer im November 1950 auf 100 DM, nachdem Möhring mit Verweis auf die finanzielle Lage seiner Mandantin die Aufhebung der Geldstrafe gefordert hatte.

## Letzte Jahre
Es ist anzunehmen, dass Tremel-Eggert in ihren letzten, von schwerer Krankheit gezeichneten Lebensjahren an der Neuauflage ihres Barb-Romans arbeitete. In dem neuen Schlusskapitel werden die Jahre der NS-Herrschaft als unheilvolle Zeit dargestellt.

## Sonstiges
In der Sowjetischen Besatzungszone wurde Tremel-Eggerts Freund Sansibar (Eher, München 1938) und in der Deutschen Demokratischen Republik ihr Barb (Eher, München 1934) auf die Liste der auszusondernden Literatur gesetzt.

## Kontroverse
Eine Ehrung der Autorin an ihrem 50. Todestag in ihrer Heimatstadt Burgkunstadt führte zu einer Kontroverse. Kritiker wie Josef Motschmann forderten, dass Kuni Tremel-Eggert aufgrund ihrer antisemitischen Schriften keine Würdigung erfahren dürfe. Die Stadt Burgkunstadt verteidigte die Ehrung damit, dass man Tremel-Eggert nur für ihre nicht antisemitischen Werke ehre.

## Ehrung
Eine Straße trägt in Burgkunstadt den Namen der Autorin.

## Schriften

### Bücher
- Die Rotmansteiner. Roman aus dem Frankenland. Langen, München 1921
- Sanna Spitzenpfeil. Roman. Ebd. 1922
- Fazer Rapps und seine Peiniger. Eine Erzählung aus dem Frankenland. Ebd. 1923
- Die Straße des Lebens. Das Schicksal einer Mutter. Roman. Ebd. 1928
- Barb. Der Roman einer deutschen Frau. Franz-Eher-Verlag, München 1934; letzte, 54. Auflage 1942 (ca. 1 Mio.)
- Sonnige Heimat. Erzählungen. Ebd. 1935
- Der Schmied von Haßberg. Roman. Ebd. 1937
- Freund Sansibar. Roman aus unseren Tagen. Ebd. 1938; letzte, 4. Auflage 1942 (ca. 65.000)

### Erzählungen
- Affen am Christkindlmarkt. In: Garmisch-Partenkirchener Tagblatt vom 24. Dezember 1938.
- Der alte Peter.
- Der Bärnikel.
- Bauer in der Einöd.
- Bei uns Daheim.
- Der Brezenbub. In: Münchner Zeitung vom 26. September 1930.
- Die Butterhex. In: Fränkischer Kurier vom 26. Juni 1929.
- Ein oberfränkisches Städtchen. Nach Kuni Tremel-Eggert. Bearb. v. Konrad Kugler. In: Mein Oberfranken. H. 2. Gießel, Bayreuth 1926. 38 S. („Den Stoff zu vorliegendem Heft gaben die beiden Bücher: ‚Die Rotmansteiner‘ und ‚Fazer Rapps und seine Peiniger‘.“)
- Entstehung meiner Bücher.
- Erste Theatereindrücke.
- Die Flößerwelt. In: Fränkischer Kurier vom 10. Januar 1930.
- Die Frau als Dichterin.
- Der Friesenhof.
- Das Geheimnis.
- Die Greinera.
- Das große Los.
- Der Harfner und sein Weib.
- Der heilige Florian. In: Rheinisch-Westfälische Zeitung vom 20. Juni 1926.
- Heimat und Dichtung.
- Heiteres Frankenland. In: Die Stimme Frankens. 25. Jg. d. „Fränkischen Heimat.“ Nr. 2, März/April 1959, S. 29f.
- Ich sehe zum ersten Male Affen. In: Königsberger Allgemeine Zeitung vom 5. Januar 1939.
- Ihr sonntäglicher Gang.
- Im Teufelsloch.
- Italienreise.
- Karussell der Arbeit.
- Der kleine Hans und sein Vater. In: Propyläen vom 7. Mai 1915. Erste Erzählung der Autorin! München, 1915.
- Kleines Fräulein Irma.
- Herr Kolmes und sein Schatten.
- Meine erste große Reise.
- Meine erste Liebeserklärung. In: Münchner Neueste Nachrichten vom 16. Juni 1928
- Michel der Feuerwehrer.
- Muttersein.
- Das Nest der Kuckuckskinder. Eine Geschichte der reinsten Liebe aus dem Fränkischen. In: Die Einkehr. Beilage der Münchner Neuesten Nachrichten vom 27. April 1930.
- Neue Zeit in Poppenreuth.
- Der Posaunenrutscher.
- Philipp Stirnweis.
- Die rote Gina.
- Rund um den Staffelberg. In: Münchner Neueste Nachrichten vom 11. November 1929.
- Schäfer Mendel.
- Scharmizela.
- Der schöne Maienbaum.
- Schwarza Hex. In: Bayreuther Tagblatt vom 24. Januar 1959.
- Die sonderbare Suppe. Eine wahre Geschichte aus Deutschlands Hungerzeit. In: Bamberger Tagblatt vom 1. Dezember 1929.
- Der Stammbaum.
- Die Strafe Gottes am Zech.
- Der Süßholz Kasper.
- Der Tambour.
- Das umgekehrte Verhältnis. In: Münchner Neueste Nachrichten vom 12. Dezember 1929.
- Und das Kind hat rote Haar … In: Der Erzähler an der Saale. Wochenbeilage des „Hofer Anzeiger“, Nr. 48/1929.
- Die verhinderte Hochzeit. In: Leipziger Neueste Nachrichten vom 18. Juni 1932.
- Der Verräter.
- Was den Fehnsmichel rettete.
- Der Weckel von Prächting.
- Wegmüde Liebe.
- Wildes Blut. Eine Dorfgeschichte aus Franken. In: Der Sonntags-Kurier. Beilage des „Fränkischen Kurier“ vom 7. Dezember 1930.
- Die Wurstkratzer. In: Magdeburgische Zeitung vom 18. Januar 1939.
- Das Zegela.
- Zenoberus, was machst du da? In: Fränkischer Kurier vom 11. Juli 1929.
- Zimmermann Petri.
- Der Zipfel.
- Zur Buchwoche.
- Dieter Eigenkopf. In: Bayreuther Land. Heimatbeilage zum Bayreuther Tagblatt, Carl Geissel, Bayreuth 1928, S. 92.

### Ungedruckte Manuskripte
- Gertrud Eibenschütz. Die Geschichte einer frohen Kindheit. 320 S.
- Die gute Partie. Roman. 260 S.
- Jeder Tag ist nur einmal. Roman. 331 S.
- Johanna Turm. Roman. 400 S.
- Die Kraft der Liebe. Ein ernstes Spiel mit gutem Ausgang in 4 Akten. 1934.
- Meister Eibenschütz. Roman. 435 S.
- Die Waage des Schicksals. Roman. 490 S.